# Grains
Grains è il terzo album dei Boozoo Bajou uscito nel 2009.

## Tracce
1. Flickers – 4:12
2. Sign – 4:38
3. Big Nick's – 5:04
4. Same Sun – 5:47
5. Grains – 6:17
6. Fuersattel – 5:13
7. Heavy On Me – 6:45
8. Kinder Ohne Strom – 5:37
9. Tonschraube – 5:46
10. Messengers – 4:55
11. Nebelkloster – 5:19